# Оперативно-тактичне угруповання «Схід»
Оперативно-тактичне угруповання «Схід» — угруповання українського війська та район його дій в рамках війни на Сході України.

## Командування
- 10.2018—03.2019: генерал-майор Мойсюк Євген Георгійович[1]
- 2021: генерал-лейтенант Содоль Юрій Іванович[2]
- з кінця 2021: бригадний генерал Тарнавський Олександр Георгійович[3]